# Ricardo Zamora
Vous lisez un « article de qualité » labellisé en 2016.
Pour le fils du joueur, voir Ricardo Zamora de Grassa.
Pour les articles homonymes, voir Zamora (homonymie).
Ricardo Zamora Martínez, né le 14 février 1901 à Barcelone et mort le 8 septembre 1978 dans la même ville, est un footballeur international espagnol. Il est considéré comme l'un des plus grands gardiens de but de tous les temps.
Issu d'une famille bourgeoise de Barcelone, Ricardo Zamora commence le football dès son plus jeune âge. Repéré par les grands clubs de sa ville, il fait ses débuts dans l'équipe première de l'Espanyol de Barcelone à quinze ans, puis rejoint le FC Barcelone en 1919, club avec lequel il remporte deux Coupes d'Espagne. En 1920, il fait ses débuts internationaux avec l'équipe nationale espagnole, devenant au cours des Jeux olympiques d'Anvers, une « star continentale ». En 1922, il retourne à l'Español, remportant pour seul titre majeur la Coupe d'Espagne en 1929.
L'année suivante, Ricardo Zamora est recruté par le Real Madrid, avec lequel il est sacré double champion d'Espagne, remportant également deux Coupes d'Espagne. En 1936, il met un terme à sa carrière internationale, avec 46 sélections, en raison de la guerre d'Espagne. Emprisonné, il parvient à s'évader et rejoint l'OGC Nice, où il achève sa carrière de joueur. Après le conflit, il retourne dans son pays natal et devient entraîneur de plusieurs clubs, comme l'Atlético Aviación, le Celta de Vigo, l'Espanyol Barcelone, entraînant même brièvement la sélection nationale espagnole. Il meurt en 1978 dans sa ville natale.
Pratiquant un jeu spectaculaire pour une efficacité remarquable, Zamora est ainsi considéré comme l'un des meilleurs gardiens de tous les temps et le meilleur gardien espagnol. Il est également le premier joueur à devenir un véritable phénomène médiatique.

## Biographie

### Jeunesse

#### Naissance et famille
Ricardo Zamora naît le 21 janvier 1901 à Barcelone. Toutefois, deux dates de naissance différentes sont avancées : la première, celle du 21 janvier, donnée par l'État civil, et la deuxième, celle du 14 février 1901 selon son certificat de naissance. Son lieu de naissance est officiellement Barcelone, mais des rumeurs évoquent une naissance à Castellón de la Plana, sans aucune preuve à l'appui. Dans ses mémoires, Ricardo Zamora parle uniquement de la date du 21 janvier 1901 et ne mentionne aucun lieu.
Ses deux parents, Don Francisco Zamora, médecin originaire de Cadix, et Doña Amparo Martínez, originaire de Valence, sont alors tout récemment immigrés en Catalogne et représentent une nouvelle classe moyenne aisée dans la ville, classe qui a vu son émergence grâce à l’industrialisation et la modernisation de la ville déjà commencée en 1870. Don Francisco et Doña Amparo partent à Barcelone peu avant la naissance de leur fils Ricardo ; la ville offrait plus de perspectives d'avenir pour la famille. Don Francisco Zamora meurt vers 1919 et s'est longtemps opposé à ce que son fils continue le football, préférant qu'il se concentre sur ses études de médecine, considérant le football, comme beaucoup à l'époque, comme un « sport d'enfants » et dont son fils ne pourrait pas vivre. Ricardo Zamora a également un frère, qui meurt en 1928, et une sœur qui meurt à cause de l'épidémie de typhus à Barcelone.
Il grandit dans une atmosphère calme et paisible, au sein d'une famille riche et dans un environnement bourgeois. La famille de Ricardo Zamora réside au 178 de la rue Diputación, tandis que Ricardo Zamora étudie à la place de l'Université, à l'université de Barcelone.

#### Football des rues
Ricardo Zamora est issu d'une famille de classe moyenne aisée. Son père souhaite qu'il fasse des études de médecine, mais Zamora ne s'intéresse ni aux études, ni à la médecine, passant sa jeunesse à pratiquer la boxe, le basket-ball, l'athlétisme, et surtout la pelote basque où il se fait remarquer par son agilité et ses réflexes, malgré un physique assez chétif. Il pratique également avec un succès certain le football, qu'il découvre grâce à Francisco Armet de Castellví dit Pakan, voisin de la famille de Zamora, qui pratique ce sport depuis quelque temps. Le football est alors pratiqué dans la rue par de nombreux enfants de la bourgeoisie catalane, notamment dans la rue de la Diputación où réside la famille Zamora,.
Lors d'un match, à l'âge de 8 ans, son pied percute une pierre et il est assez sévèrement blessé. Il parvient cependant à terminer la partie. Ayant peur de la colère de ses parents, le jeune Ricardo ne leur dit rien pendant trois jours, avant que ces derniers ne remarquent eux-mêmes la grave blessure. À la suite de cette lésion, il développe une gangrène et doit être amputé de deux orteils par le Docteur Raventos, un voisin,. Alité pendant près de deux mois, il subit des traitements douloureux, promettant à ses parents de ne plus jouer au football et de se concentrer sur ses études. C'est que dans les années 1910, la pratique du football était assez mal vue, et les parents du jeune Ricardo le décourageaient de pratiquer ce sport.
Toutefois, à peine remis de sa blessure, il reprend ses activités sportives. Il joue notamment avec ses camarades au sein du collège Saint Vincent de Paul. En dehors du collège, il passe son temps libre au club de jeunes de Stella puis à celui de Canigó, qui attirent de nombreux adolescents, encadrés par des éducateurs physiques.

#### Premiers matchs réglementés
Alors qu'il ne pratiquait auparavant le football que dans les rues, Ricardo Zamora joue ses premiers matchs sur un vrai terrain de football grâce à Pakan qui loue une parcelle à une association catholique. À cette occasion, Zamora achète ses premières chaussures de football pour la somme de cinq pesetas. Avec son club de Canigó, il joue quelques matchs sur les terrains de l'université de Barcelone. À cette époque, le FC Barcelone s'intéresse à ces équipes de jeunes et Ricardo Zamora raconte même dans son autobiographie qu'un représentant du prestigieux club permit à ses coéquipiers et lui de jouer sous les couleurs blaugrana.
À ses débuts, Ricardo Zamora évolue au poste d'avant-centre, mais, lors d'un match, le gardien de but de l'équipe est absent et Zamora le remplace. Opposé au Futbol Club Internacional, équipe de Josep Samitier, qui deviendra ensuite son meilleur ami, le premier match de Zamora est assez difficile et il encaisse de nombreux buts. Toutefois, il est reconduit à ce poste, rencontrant plus de succès puisqu'il évoluera ensuite définitivement à ce poste lors des matchs suivants. Sa carrière est brièvement interrompue par la bronchopneumonie de son père, le forçant à arrêter ses activités sportives. Après la guérison de son père, il est de nouveau autorisé à jouer au football. Cependant, selon l'analyse de l'historien Andrew McFarland, la perspective d'une carrière dans le football semble floue et hypothétique pour Zamora (alors âgé de 13 ans), puisque le football n'est, à cette époque, pas encore professionnel en Catalogne et qu'il ne joue pas dans une équipe officielle et prestigieuse.
Néanmoins, en 1915, Puig de Bacardi, le président de l'Espanyol de Barcelone et d'Universitari SC, le club sportif de l'université de Barcelone et meilleure équipe universitaire catalane, lui propose d'intégrer le club en tant que gardien de but,,. Le 27 février 1915, Ricardo Zamora fait ses débuts avec l'équipe réserve, avant d'accéder ensuite à la première équipe : « très nerveux » pendant le premier semestre, il arrive à se détendre au cours du semestre suivant, ce qui lui offre une meilleure rigueur défensive. L'équipe est peu disciplinée et certains matchs finissent en pugilat entre les joueurs.

### Carrière de joueur

#### Débuts à l'Espanyol de Barcelone (1916-1919)

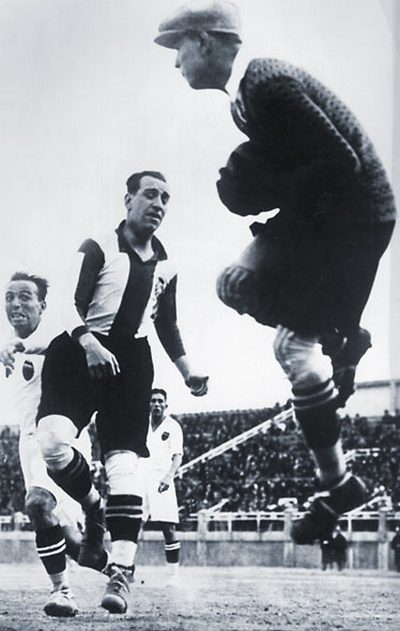
Ricardo Zamora avec l'Español.

En 1916, des représentants de l'Espanyol de Barcelone, un des clubs les plus renommés d'Espagne qui évolue dans la compétition la plus prestigieuse de la région, le championnat de Catalogne, approchent les parents de Ricardo Zamora. Les dirigeants du club barcelonais sont en effet à la recherche d'un remplaçant pour leur gardien habituel Pere Gibert qui vient alors de décider de prendre sa retraite sportive et de ne plus jouer dès le match suivant, qui doit alors se dérouler à Madrid face au Real Madrid Club de Fútbol, autre club réputé du pays,,. Ses parents refusent catégoriquement dans un premier temps d'envoyer leur fils en raison de son jeune âge. Mais le trésorier du club catalan, Josep Maria Tallada, également lointain parent de la famille, parvient à les convaincre, en leur affirmant qu'il se comportera comme un tuteur auprès du jeune gardien de but,. Ainsi, avec des tickets de train de troisième classe, il voyage avec ses nouveaux coéquipiers vers Madrid. Son équipe loge dans un hôtel du centre-ville et il partage sa chambre avec un coéquipier, ne voulant pas dormir seul avant son premier match. Le 22 avril 1916, Ricardo Zamora joue donc son premier match officiel, contre le Real Madrid au Campo de O'Donnell (1-1),. Dès son premier match, il impressionne et la rubrique sportive du journal España Deportiva ne tarit pas d'éloges sur le jeune Zamora, qui « arrête les balles » dans « tous les styles imaginables » avec « facilité ». Le match retour se dispute le lendemain et est remporté par le club barcelonais (2-0),. Il retourne ensuite brièvement à l'Universitari SC, avant de s'engager définitivement à l'Español.
Alors qu'il n'avait pas fini ses études en arrivant au club et malgré son jeune âge, Ricardo Zamora s'impose au sein de l'effectif, remplaçant son idole Pere Gibert, qui prend sa retraite fin 1916. Il se distingue comme l'un des principaux artisans de la belle saison de l'Español, qui termine à la deuxième place du championnat de Catalogne en 1917, ce qui le classe parmi les « meilleurs gardiens de but européens ». La saison suivante, il se montre de nouveau décisif, notamment lors des rencontres contre le FC Barcelone. Il remporte son premier titre, puisque l'équipe remporte le championnat de Catalogne en 1918 et Zamora confirme son statut de gardien de but parmi les plus redoutés du pays, ses performances étant notamment régulièrement louées dans les journaux catalans et espagnols,.

#### L'éclosion au FC Barcelone (1919-1922)

##### Arrêt temporaire de sa carrière puis signature au FC Barcelone (1919-1920)

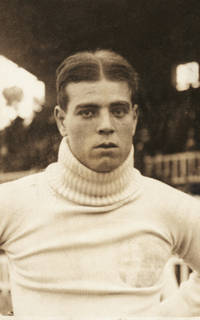
Zamora au FC Barcelone en 1919.

La saison 1918-1919 est plus compliquée pour Zamora, qui reste indisponible pendant plusieurs mois à cause d'un bras cassé. Son équipe finit la saison à la deuxième place. En 1919, mourant, son père lui demande d'arrêter le football pour se concentrer sur ses études de médecine,. Ricardo Zamora arrête donc temporairement le football.
Il ne peut cependant s'empêcher de reprendre rapidement ses activités sportives et est convaincu par des amis de rejoindre le FC Barcelone. Ce passage de Zamora d'un club à l'autre renforce la rivalité naissante entre les deux principaux clubs barcelonais : l'Español, qui perd un joueur essentiel, et le FC Barcelone, qui le récupère,,. Ricardo Zamora expliquera plus tard : « J’avais promis à mes parents que j’arrêterais le football pour poursuivre mes études, mais je continuais de retrouver mes copains pour jouer au foot. Un jour, les dirigeants du Barça sont venus me voir et je peux vous dire qu’ils n’ont pas eu beaucoup de mal à me convaincre de rechausser les gants ! ».
Au début de son passage au FC Barcelone, il ne joue qu'avec la quatrième équipe, afin de rester dans le milieu du football tout en privilégiant ses études. Mais son intérêt et son énergie pour le football recommençant à grandir, Zamora se rapproche progressivement du niveau de l'équipe première. Il débute dans l'équipe première comme remplaçant de Luis Bru, en place depuis des années et entre en jeu pour la première fois le 31 mai 1919 contre Crook Town AFC, équipe professionnelle anglaise en tournée en Espagne (victoire 1-0 de Barcelone). À cette occasion, Ricardo Zamora impressionne par ses performances et son attitude, étant porté en triomphe par ses coéquipiers et recevant une récompense honorifique de la part du club anglais. À la fin de la saison, Luis Bru prend sa retraite sportive, et Zamora peut ainsi être définitivement installé au rang de titulaire. Le 14 décembre 1919, lors d'un match du championnat de Catalogne, il marque un but sur penalty, qui reste à ce jour[Quand ?] le seul but inscrit par un gardien de but du FC Barcelone.
La saison 1919-1920 est la première saison complète de Zamora au FC Barcelone, jouée sous les ordres de Jack Greenwell. Grâce notamment aux performances de Zamora, le FC Barcelone reste invaincu durant toute la saison et remporte le championnat de Catalogne. Cette même saison, le club barcelonais est opposé à l'Athletic Bilbao en finale de la Coupe d'Espagne au stade El Molinón de Gijón. Cette finale est marquée notamment par le penalty d'un attaquant adverse, José Maria Laca, qui marque contre Zamora ; toutefois, un joueur de l'Athletic entre dans la surface de réparation avant que ce dernier ne tire, ce qui oblige l'arbitre Beltrán à prendre une décision très controversée en annulant le penalty, qui ne sera pas rejoué. Le match continue et voit le FC Barcelone s'imposer (2-0), Zamora remportant ainsi sa première Coupe d'Espagne.

##### Premières sélections et reconnaissance internationale aux Jeux olympiques de 1920

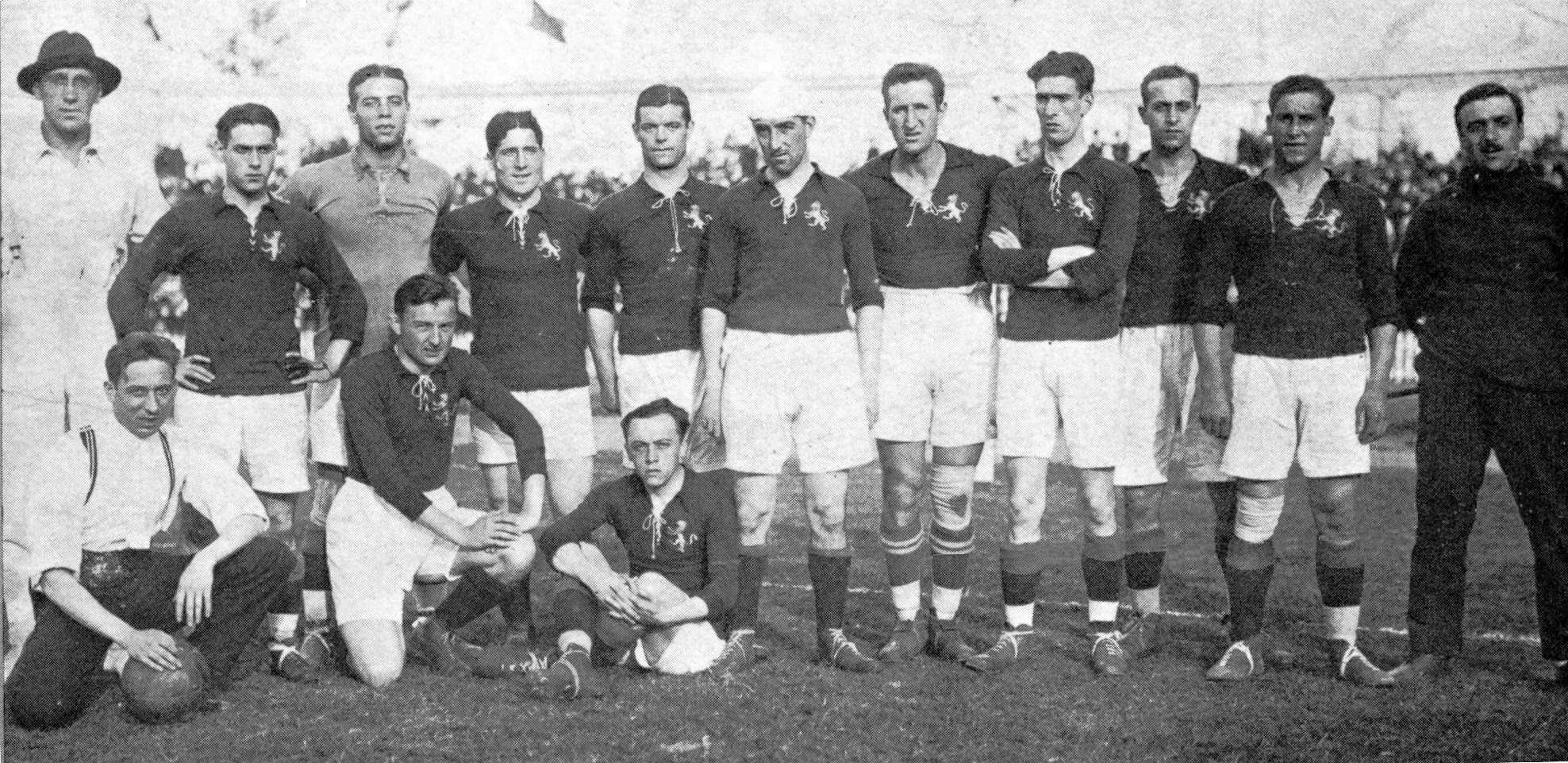
La sélection espagnole aux Jeux olympiques de 1920 à Anvers. (Ricardo Zamora est le troisième homme debout en partant de la gauche.)

En 1920, Ricardo Zamora est le gardien de but de la première équipe d'Espagne, nouvellement constituée pour participer aux Jeux olympiques d'été de 1920 à Anvers.
À 19 ans, il est le plus jeune joueur de l'équipe. Dans son autobiographie, Ricardo Zamora révèle être marqué par un supporteur espagnol qui s'est déplacé en Belgique le motivant en lui adressant ce message : « Aujourd'hui, tu défends bien plus qu'une partie de terrain pour ton équipe, tu le fais pour la force de ton pays. Tu es un défenseur de l'esprit héroïque, qui, pendant de longues années, a été absent de ton sang, de mon sang et de celui de nos parents. Mais si aujourd'hui, tu agis comme tu es, un noble Espagnol, le vieil Abraham sera content ». Le football n'est pas encore très développé en Espagne à cette époque, et l'espoir placé dans la sélection nationale, que ce soit en Espagne ou dans le reste du monde, est plutôt mince. Durant la compétition, l'entraîneur Francisco Bru, Josep Samitier et lui sont mis à l'écart du fait de leur origine catalane, alors que la grande majorité de l'équipe est d'origine basque. Pour des raisons inconnues, une pétition circule même pour jouer le match inaugural avec une équipe uniquement basque, mais elle se traduit par un échec. Bien titularisé, Zamora se montre décisif lors du match d'ouverture contre le Danemark, arrêtant de nombreux tirs et permettant en grande partie la victoire de son équipe (0-1),. Il considère ce match comme le meilleur qu'il ait jamais réalisé, « défendant comme un démon, [...] se surpassant, ne pensant pas être capable d'évoluer à un tel niveau de jeu ». Après le match, il est porté en triomphe par ses coéquipiers et les supporters.
Pendant les Jeux, Zamora se montre tellement décisif et important dans le jeu que le deuxième gardien de l'équipe, Agustín Eizaguirre, décide de rentrer chez lui avant même la fin du tournoi. Peu après, la sélection espagnole s'incline contre la Belgique (3-1), en raison de décisions arbitrales défavorables de la part de l'arbitre Johannes Mutters, selon l'analyse des Espagnols. Repêchée à la suite du forfait de la Tchécoslovaquie, l'équipe d'Espagne parvient à revenir dans le tournoi et à battre la Suède (2-1).
La sélection espagnole remporte ensuite la demi-finale des repêchages face à l'Italie (2-0), match au cours duquel Ricardo Zamora est exclu pour un coup de genou sur le front d'un attaquant italien à la 79e minute. C'est l'unique expulsion de toute sa carrière ; il n'est pas suspendu pour le match suivant. Dans la petite finale pour la médaille d'argent, l'équipe d'Espagne bat les Pays-Bas (3-1),.
Dans son autobiographie, Ricardo Zamora révèle qu'aller sur le terrain avec le maillot de l'Espagne et se « battre pour la patrie » représentait les moments où il se sentait le plus fier. Nommé meilleur gardien du tournoi, Zamora se transforme en véritable star de renommée mondiale, contribuant fortement à la reconnaissance internationale de l'équipe nationale ibérique,, étant même surnommé à partir de cette année El Divino (en français : Le Divin). Cette compétition est souvent considérée comme « le point culminant de sa carrière internationale ».
Pendant le voyage du retour, il est pris en flagrant délit de contrebande de cigares à la douane française, et passe la nuit en prison, mais cet incident ne change quasiment rien à la nouvelle popularité de Zamora à travers le continent. Lui et son équipe sont accueillis en héros à travers tout le pays, notamment à Irun et Saint-Sébastien, où ils jouent un match d'exhibition devant Alphonse XIII, roi d'Espagne, et son épouse Victoire-Eugénie de Battenberg. Selon Alfredo Relaño, écrivain sur le football espagnol, Zamora est devenu la « perle » de la sélection nationale.

##### Années dorées au FC Barcelone (1920-1922)
Juste après les Jeux olympiques, Ricardo Zamora revient au FC Barcelone. Son nouveau statut de star lui permet d'obtenir de son club et de son président Joan Gamper un salaire de 50 pesetas par mois et de 25 pesetas pour chaque match joué. Il participe régulièrement à des matchs d'exhibition dans plusieurs villes espagnoles, déplaçant des foules, matchs pour lesquels il est payé environ 1 000 pesetas. En parallèle, en championnat de Catalogne, Zamora et son club remportent le titre régional en 1921 et 1922. Le 14 mai 1922, il remporte pour la deuxième fois de sa carrière la Coupe d'Espagne, en battant en finale le Real Unión Club au Campo de Coia (5-1).
En trois saisons au FC Barcelone, il laisse une trace indélébile dans l'histoire du club grâce à ses multiples interventions dans les buts. Selon l'historien du football Phil Ball, Zamora passe « ses années dorées » au sein du club catalan. Il est souvent admis que le FC Barcelone de cette période, en plus d'avoir la meilleure équipe de Catalogne, était aussi la meilleure d'Espagne, grâce à la présence de Zamora, Josep Samitier et Paulino Alcántara.

#### Deuxième période à l'Espanyol de Barcelone (1922-1930)

##### Retour à l'Espanyol de Barcelone et nouvel arrêt temporaire de sa carrière (1922-1923)

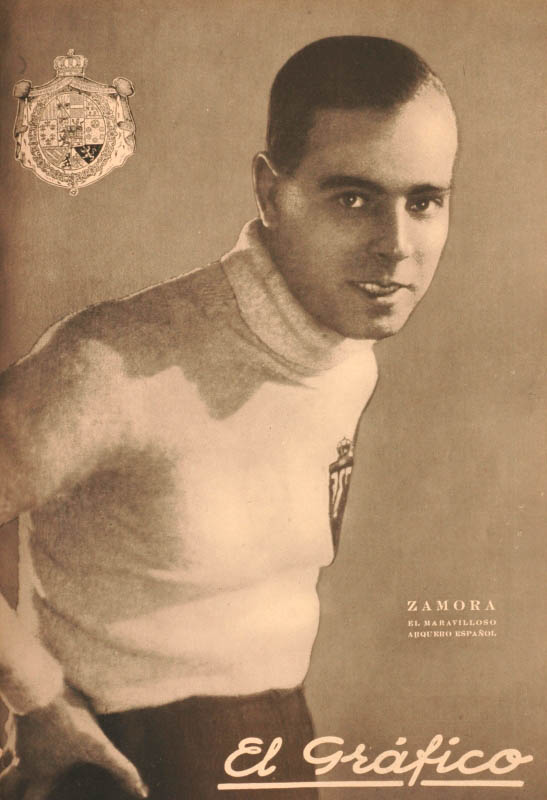
Zamora en couverture du magazine sportif argentin El Gráfico, à l'occasion de sa tournée en Amérique du Sud en 1926.

En 1922, après trois saisons avec le FC Barcelone, Zamora retourne dans les rangs du club rival, l'Español, à la suite d'un conflit avec le président Hans Gamper qui refuse d'augmenter son salaire de 300 pesetas,. Le président de l'Español, quant à lui, lui propose un salaire mensuel de 2 000 pesetas et une prime d'engagement de 25 000 pesetas,. Ce cas flagrant d'amateurisme marron attire les foudres de la presse sportive madrilène, et aboutit finalement à l'instauration officielle du professionnalisme en Espagne le 28 juin 1924,. Beaucoup de supporters du FC Barcelone ne lui pardonneront jamais son retour dans son club formateur. En effet, la principale raison du départ de Zamora viendrait de son malaise d'évoluer dans un club d'identité plus catalane qu'espagnole. Lors du premier match de Zamora au stade des Corts, du FC Barcelone, il est accueilli par de nombreux sifflets.
Peu après, Zamora ment à l'administration fiscale espagnole dans sa déclaration d'impôt concernant son transfert à l'Español et est suspendu un an de toute activité liée au football par la Fédération royale espagnole de football, sanction qui ne fait que renforcer sa popularité,. Durant cette suspension, il participe à des matchs d'exhibition où il est rémunéré à hauteur de 5 000 pesetas par match, une somme considérable pour l'époque, car selon les organisateurs, « Zamora était la star, l'idole, et les idoles n'ont pas de prix ». Il remporte la Coupe du Prince des Asturies avec l'équipe de Catalogne de football, sélection non officielle de joueurs espagnols exclusivement catalans, et donc non concernée par ladite sanction,.
Cependant, après trois mois de suspension, la Fédération annule la sanction de Ricardo afin qu'il puisse participer aux rencontres de la sélection nationale. Dès octobre 1922, Zamora peut ainsi rejouer au football dans son club et en sélection,.
En décembre 1923, il est convaincu par son ami Juan Luque de Serralonga de participer à deux matchs amicaux au sein de l'équipe du Cadix Club de Fútbol, contre le Puerto Real Club de Fútbol (1-1) et contre l'Europa Football Club de Gibraltar (3-2).

##### Nouvelles belles années à l'Espanyol de Barcelone et en sélection nationale (1923-1928)

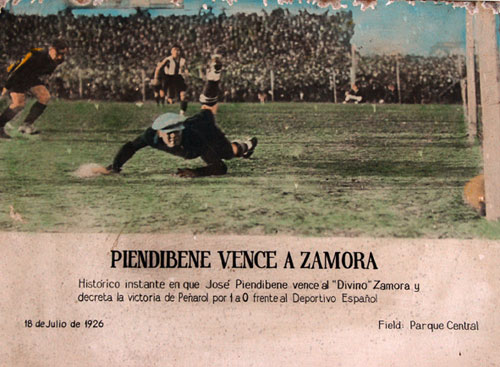
Zamora se fait enfin passer par Piendibene durant la tournée de 1926.

Lors des Jeux olympiques d'été de 1924, Ricardo Zamora est présent au sein de la sélection espagnole. L'équipe est éliminée dès le premier match à la suite d'un but contre son camp de Pedro Vallana,. Toutefois, la popularité de Ricardo Zamora se voit encore accrue, avec la vente de ses photos en dehors du stade. Toujours titulaire incontestable de l'équipe d'Espagne, Ricardo Zamora effectue avec celle-ci une tournée en Europe centrale, arrivant en Autriche où l'équipe est accueillie par une foule de milliers de personnes. Après le match, remporté sur le score d'un but à zéro, un banquier autrichien nommé Gutenberg emmène Zamora visiter la ville de Vienne et y organise un banquet en son honneur. À Budapest, la foule accueille le gardien espagnol à la gare et scande son nom. Contre la Hongrie, il réalise un match qualifié d'« incroyable » (1-0).
En club, Ricardo Zamora fait bénéficier l'Español de son statut de star internationale : joueur-vedette de l'équipe, c'est principalement lui qui attire le public. Les compétitions officielles régionales sont ainsi sensiblement délaissées au profit de tournées à l'étranger, comme au Portugal en 1924, en Amérique du Sud en 1926, où le club reçoit 250 000 pesetas, ou encore en Suède en 1929. Les revenus qu'engrangent Zamora et l'Español de Barcelone servent à réaliser plusieurs investissements comme la construction puis l'extension de l'Estadi de Sarrià. Lors de la tournée en Amérique du Sud en 1926, des banquiers de Montevideo et un journal local offrent une maison au premier joueur qui marquera contre Zamora : le joueur José Piendibene du Club Atlético Peñarol est le premier à y parvenir après cinq matchs sans but encaissé,, obtenant une maison sur les bords du Río de la Plata.
En 1928, il ne participe pas aux Jeux olympiques d'Amsterdam avec la sélection espagnole, car cette compétition est jouée uniquement par des amateurs. Durant cette même année, il est nommé capitaine de l'Español de Barcelone.

##### Apogée de sa carrière à l'Espanyol de Barcelone (1928-1930)

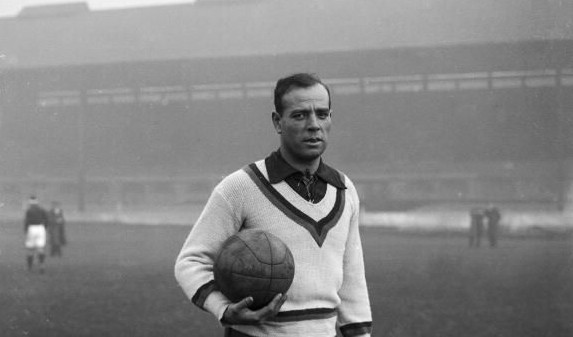
Ricardo Zamora en 1930 avec l'Español de Barcelone.

1929 représente une année prolifique pour Ricardo Zamora, qui remporte la Coupe d'Espagne : en quarts de finale, l'Español bat l'Athletic Club de Madrid (9-3) avant de s'imposer en demi-finale contre le FC Barcelone (3-1). Le 3 février, il remporte la compétition contre le Real Madrid (2-1), devant 30 000 spectateurs, offrant à l'Español de l'entraîneur Jack Greenwell, dont il est le capitaine, son premier titre dans cette compétition,,. Cette finale, surnommée a posteriori « finale des eaux » se déroule sur un terrain gorgé d'eau, boueux, et sous une forte pluie,.
Une semaine plus tard, il participe au premier match de la première édition du championnat d'Espagne, une nouvelle compétition regroupant les meilleurs clubs du pays, qui se déroule parallèlement aux championnats régionaux. Son équipe finira cette première saison à la septième place du classement et il sera nommé meilleur gardien de la compétition. Avec l'équipe d'Espagne, il dispute le 15 mai 1929 un match contre l'Angleterre au Stadium Metropolitano de Madrid devant 30 000 personnes. Il s'agit de la première opposition entre les deux sélections nationales d'Espagne et d'Angleterre. Zamora, désigné capitaine de l'équipe, joue la totalité du match malgré un sternum cassé,. La Roja, s'impose finalement sur le score de quatre buts à trois. L'euphorie et la fierté emportent les supporters, qui ont ainsi la preuve de la progression de leur football national. Au milieu de l'année, le club remporte également le championnat de Catalogne en restant invaincu.
Cette belle année s'arrête en décembre, après un match violent lors de la première journée du championnat national contre le Racing de Santander, au cours duquel l'Español perd largement (4-1),. En juin 1930, le portier espagnol, rétabli, se montre décisif lors d'un match à Bologne contre l'Italie, (victoire 3-2 de l'Espagne), étant même porté en triomphe par les tifosi italiens, éblouis par son talent et par son jeu.

#### Une star au sommet de sa gloire au Real Madrid (1930-1936)

##### Arrivée au Real Madrid (1930-1931)
En 1930, Ricardo Zamora rejoint le Real Madrid Club de Fútbol. Le club madrilène dépense 150 000 pesetas pour le recruter (100 000 pesetas pour son club de l'Espanyol de Barcelone et 50 000 pesetas pour Zamora lui-même), ce qui représente à ce moment-là le transfert le plus cher de l'histoire,, une somme vraiment importante, puisque ce record ne sera battu que dix-huit ans plus tard par l'arrivée de l'attaquant français Larbi Benbarek à l’Atlético de Madrid,. Ricardo Zamora, en plus de cette prime d'engagement, reçoit un salaire de 3 000 pesetas par mois, ce qui en fait l'un des footballeurs les mieux payés. Son salaire est comparé à l'époque à celui d'un ministre.
Les raisons de son départ pour la capitale sont expliquées par Zamora lui-même comme un « abandon » de la part de son ancien club de l'Espanyol de Barcelone. C'est en rentrant d'une tournée de matchs d'exhibition à Oran qu'il reçut l'annonce d'une réunion concernant son transfert à Madrid. Pour certains, son départ aurait été provoqué par le malaise d'évoluer dans une ville divisée entre pro-catalans et pro-espagnols, alors qu'il se sent profondément espagnol, en tant que fils d'une famille non-catalane né à Barcelone. Ce départ pour la capitale madrilène représente le premier transfert d'un joueur d'un club de Barcelone à un autre club de Madrid. Ce transfert est souvent considéré comme une des sources de la rivalité devenue historique entre Barcelone et Madrid.
Il dispute son premier match sous le maillot du Real Madrid contre le Racing Club de Madrid à l'occasion du championnat régional. Impressionnés par son talent, de très nombreux supporters du Real Madrid viennent encourager la nouvelle recrue pour le match suivant contre l'Atlético Madrid au stade de Chamartín le 12 octobre 1930. La police est même forcée d'intervenir pour apaiser et disperser la foule en dehors du stade. Dans la seconde période du match, après un arrêt spectaculaire, il prend un coup de pied au niveau de la clavicule, à la suite duquel sa première saison dans le club madrilène est écourtée à cause d'une fracture de la clavicule,.

##### Derniers éclats en club et en sélection nationale (1931-1935)
Zamora soigne sa blessure et fait son retour au club pour la saison 1931-1932. Le Real Madrid s'appelle désormais le Madrid Football Club (Madrid FC) à la suite du départ en exil d'Alphonse XIII et de l'avènement de la Seconde République. Son apport au sein de l'équipe se fait très rapidement sentir. C'est à partir de cette année qu'il forme un trio célèbre avec les défenseurs Ciriaco Errasti et Jacinto Quincoces,.
Toutefois, en décembre 1931, il subit un revers important avec la sélection nationale, qui s'incline lourdement contre l'Angleterre sur le score de sept buts à un. Il est très affecté par ce mauvais match. Le journal anglais Daily Mirror critique sévèrement la contre-performance de Zamora par ces mots : « La personne qui a décrit Zamora comme un gardien incroyable a fait une terrible erreur. Il s'est montré fautif sur quatre ou cinq buts que des gardiens anglais évoluant dans des équipes de jeunes auraient su arrêter. ». Malgré les nombreuses blessures dans l'effectif espagnol et le mauvais état du terrain, Ricardo Zamora, capitaine lors de ce match, assume la défaite : « Je n'ai jamais vu quelque chose de semblable à vos joueurs anglais. Ils sont fantastiques. ». Ricardo Zamora reste tout de même l'un des principaux artisans du titre de champion d'Espagne du Madrid FC en 1932, à l'issue d'une saison au cours de laquelle le club reste invaincu,. La saison suivante, avec son meilleur ami Josep Samitier, tout juste recruté par le club madrilène, il remporte son deuxième titre de champion national. En 1934, l'équipe remporte la Coupe d'Espagne contre le Valence CF (2-1) au stade de Montjuïc, après 17 ans sans titre dans cette compétition. En 1934, le Madrid FC termine deuxième du championnat, une performance qu'il rééditera en 1935 et 1936.

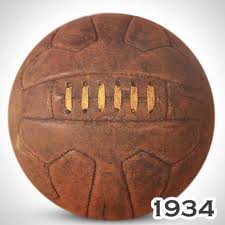
Ballon officiel de la Coupe du monde de 1934.

Ricardo Zamora est à nouveau le capitaine de l'équipe d'Espagne lors de la Coupe du monde 1934,. En huitièmes de finale, il arrête un penalty du Brésilien Waldemar de Brito, et permet ainsi à son équipe de se qualifier (victoire 3-1). L'équipe atteint les quarts de finale où elle est éliminée par la future championne du monde, l'Italie. La sélection italienne est alors considérée très dure et très violente. En présence de Benito Mussolini dans le stade, l'Espagne obtient d'abord un match nul (1-1). Le match est rejoué le lendemain pour départager les deux équipes alors que les joueurs sont encore très fatigués ; Zamora, blessé aux yeux par Angelo Schiavio, n'est pas titulaire pour ce second match et l'Espagne est éliminée (1-0),. Lors de ces deux rencontres, l'arbitrage est pointé du doigt et est souvent jugé trop partial envers les Italiens. Il est tout de même nommé meilleur gardien du tournoi et figure dans l'équipe-type du tournoi, aux côtés d'autres légendes du football de l'entre-deux-guerres comme Giuseppe Meazza ou Matthias Sindelar,, et rentre en héros avec son équipe en Espagne.
Malgré son âge (plus de 33 ans après la Coupe du monde), le gardien de but reste toujours le capitaine de la sélection nationale, montrant toujours un niveau de jeu assez élevé, à l'image d'un match contre la France en 1935 (victoire 2-0 de l'Espagne).

##### Ultime gloire au Madrid FC (1935-1936)
En 1935, Ricardo Zamora devient parallèlement journaliste sportif, activité pour laquelle il va dépenser progressivement de plus en plus d'énergie. Il écrit à la rubrique sportive du journal espagnol monarchiste et catholique Ya! avec Juan Peñafiel Alcázar. Le 15 février 1935, il publie son premier article, qui est une analyse du match entre le Madrid FC et le Séville FC, match auquel il a participé, déléguant les lignes sur ses propres performances à Alcázar. Il publie dans différents journaux des articles sous le pseudonyme « Aromaz ».
Le 23 février 1936, avec l'équipe d'Espagne, Ricardo Zamora, capitaine, joue son dernier match avec sa sélection contre l'équipe d'Allemagne. Lors des hymnes nationaux, les Allemands font un salut nazi ; Zamora, indigné, lève le poing gauche en signe de protestation lors de l'hymne espagnol. Cet acte symbolique antinazi est exploité par le gouvernement communiste espagnol qui l'utilise à des fins de propagande.
Quelques mois plus tard, au stade de Mestalla de Valence, la finale de la Coupe d'Espagne en 1936, qu'il joue sous le maillot du Madrid FC, est le dernier match officiel de Zamora en Espagne. Au tour précédent, le Madrid FC s'est largement imposé contre le Hércules CF (8-2). Elle oppose pour la première fois en finale le Madrid FC au FC Barcelone. Le public, pour des raisons plutôt politiques, est acquis majoritairement à la cause du FC Barcelone, Zamora recevant même une bouteille dans la tête de la part d'un supporter catalan juste avant le coup d'envoi, sans qu'il ne soit blessé. Le Madrid FC, réduit à dix joueurs, mène deux buts à un à la 87e minute. À ce moment, l'attaquant barcelonais Martín Ventolrá élimine le défenseur madrilène Jacinto Quincoces et centre sur Josep Escolà. Ce dernier arme un tir puissant et voit son ballon raser le sol et se diriger vers l'intérieur du poteau gauche défendu par Zamora. Le but semble alors certain et les supporters catalans se lèvent pour célébrer le but, mais Zamora plonge vers le ballon puis se lève, ballon en mains. Grâce à cet arrêt providentiel, le Madrid FC s'impose deux buts à un face au FC Barcelone. Le journal ABC qualifie cet arrêt d'« inexplicable » et pour la majorité des supporters, cet arrêt représenterait la « gloire de la carrière de Zamora ». La presse catalane, malgré la défaite de leur club, tient à souligner « l'intuition d'un des plus grands footballeurs de tous les temps ». Lors de la cérémonie de célébration, Ricardo Zamora déclare : « Vive Valence [lieu de la finale], Madrid et l'Espagne ! ». Un journaliste rajoute : « et vive la République ! », une phrase après laquelle Zamora observe un long silence, comme pour montrer son désaccord.
De retour à Madrid, Zamora, vainqueur pour la cinquième fois de cette compétition, est accueilli en héros. Il annonce sa retraite de joueur, à 35 ans, le 28 juin 1936, soit une vingtaine de jours avant le début de la guerre civile espagnole. Il met ainsi un terme à sa carrière internationale avec sa sélection nationale, avec 46 matchs, dont 20 sans encaisser le moindre but, et 24 en tant que capitaine, ayant au total encaissé seulement 42 buts. En seize ans, il a quasiment participé à tous les matchs de la sélection nationale, ne laissant que trois autres gardiens jouer durant cette période : Gregorio Blasco pour cinq matchs, Guillermo Eizaguirre pour trois matchs et Juan José Nogués pour un match. De même, ceci fait alors de lui le joueur le plus capé de l'histoire de la sélection. Avec 46 sélections, son record tombera seulement 38 ans après, avec le gardien de but José Ángel Iribar.

#### Fin de carrière en France (1936-1938)
En juillet 1936, dans le contexte de la guerre civile espagnole, le journal ABC annonce, à tort, que le corps de Zamora a été découvert criblé de balles dans le district de Moncloa à Madrid,,, ce qui provoque une grande émotion dans la presse sportive européenne,,,,. Jules Rimet, président de la Fédération internationale de football association, va même jusqu'à observer une minute de silence en son hommage. Le journal pro-nationaliste ABC utilise sa supposée mort comme objet de propagande, le qualifiant de « victime héroïque », assassinée par le camp républicain,. Une rumeur, relayée par El Mundo Deportivo et par La Vie sportive, journal belge, prétend que Zamora serait toujours vivant mais aurait fui au Mexique, signant même pour un club local.
Ricardo Zamora, toujours vivant et indemne, est ensuite arrêté par les miliciens républicains, inquiets des annonces de sa mort. Sa captivité, à la Cárcel Modelo de Madrid,, est justifiée par ses supposées opinions de droite, bien qu'il ne soit adhérent d'aucun parti politique espagnol. Cela peut s'expliquer par le fait que Zamora écrivait pour la rubrique sportive de Ya!, journal monarchiste, catholique et modéré de droite,,. Plus tôt dans la guerre civile, un militaire anarchiste avait reçu l'ordre d'assassiner Zamora pour ses activités de journaliste. Au dernier moment, le soldat, fervent supporter du Real Madrid, reconnaissant Zamora et réalisant qu'il était sur le point de tuer son joueur de football préféré, avait lâché le couteau pour l'embrasser.
Emprisonné, Zamora n'est pas exécuté et est même assez bien traité. Les soldats républicains, impressionnés d'avoir une star du football espagnol dans la prison, organisent plusieurs matchs de football et des séances de penaltys dans la cour de la prison, avec Zamora comme gardien,. Jules Rimet et la FIFA font pression sur les dirigeants espagnols, en vain, pour obtenir la libération de Zamora. Lors d'un match entre une équipe de Valence et une autre de Catalogne, les capitaines des deux équipes viennent demander à Lluís Companys, président de la Généralité de Catalogne, la libération de Zamora, sans succès.
En novembre 1936, il est prévu que le gardien soit exécuté avec d'autres prisonniers, mais le poète espagnol Pedro Luis de Gálvez informe Zamora et le sauve de la série d'exécutions en le cachant,. Ce soldat l'avait déjà défendu auparavant dans cette prison en déclarant que « quiconque toucherait à l'un des cheveux de Zamora aurait affaire à [lui] »,. Ces faits sont rapportés par Ramón Gómez de la Serna pour le quotidien argentin La Nación. Après la guerre, le poète, militant d'extrême gauche, est exécuté devant la cour martiale le 30 avril 1940, malgré les protestations de personnes qu'il avait sauvées, dont Zamora. Pedro Luis de Gálvez parvient à faire libérer le gardien, qui se réfugie avec sa famille dans l'Ambassade argentine. Peu avant de partir pour l'Ambassade, il donne à Gálvez une photographie de lui-même, avec pour dédicace, « À Pedro Luis de Gálvez, le seul homme qui m'aie embrassé en prison. ». Il loge pendant quelques mois avec d'autres réfugiés à l'Ambassade,. Pour s'échapper et fuir l'Espagne, Zamora se laisse pousser la barbe et porte des lunettes noires, de façon à tromper les soldats postés devant l'Ambassade. En passant le portail en voiture, il est reconnu par des soldats qui le reconnaissent directement malgré sa barbe, avant de le laisser partir. Il embarque à Valence avec sa femme et son fils sur le cargo argentin Tucuman et débarque à Marseille, le 1er mars 1937, déclarant vouloir signer avec un club en France ou en Argentine,,.
Il rejoint fin mars 1937 l'Olympique Gymnaste Club Nice et son ami Josep Samitier, qui y joue depuis un an,. Avec ce club, il participe au championnat de deuxième division française. Il est notamment opposé, dès son premier match, à un autre célèbre gardien de but en exil en France, l'Autrichien Rodolphe Hiden, joueur du Racing Club de Paris, dans un match attirant 8 000 spectateurs venus notamment pour voir deux des plus grands gardiens de but de l'époque (victoire de Nice 0-1). En juillet 1937, il est nommé entraîneur-joueur de l'OGC Nice, remplaçant le Tchécoslovaque Karel Kudrna pour la saison 1937-1938,. Le 20 avril 1938, il dispute son dernier match à l'OGC Nice, lors d'un match de Coupe de France face au Havre Athletic Club. Recevant plusieurs propositions pour un poste d'entraîneur, notamment de la sélection péruvienne, il les décline toutes et s'exile en Argentine, tout en espérant revenir un jour en Espagne, où il était « heureux avant cette maudite guerre ».
Alors que le conflit espagnol s'enlise, le 8 décembre 1938, Ricardo Zamora revient pourtant dans son pays natal jouer un match avec une sélection espagnole officieuse contre la Real Sociedad, dont les bénéfices sont reversés aux nationalistes espagnols,. La présence du gardien de but est largement utilisée par les partisans de Francisco Franco à des fins de propagande,.

### Carrière d'entraîneur et de sélectionneur

#### Sous le régime franquiste: Atlético Aviación (1939-1946)

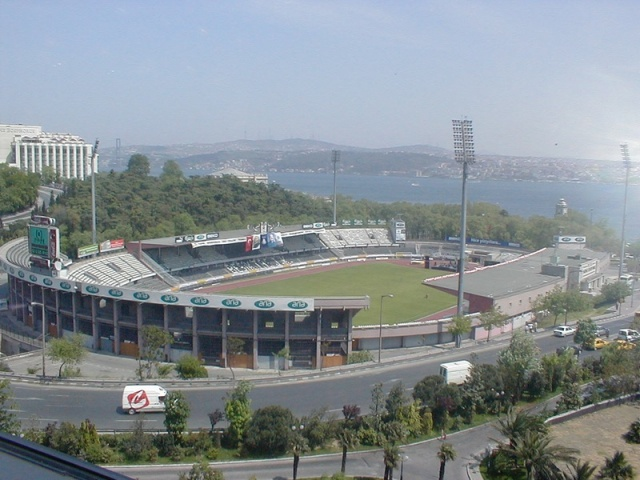
Le Mithatpaşa Stadyumu d'Istanbul est le stade qui accueille le deuxième et dernier match de la sélection nationale espagnole sous les ordres de Ricardo Zamora.

La première expérience de Zamora en tant qu'entraîneur a lieu lors de sa fin de carrière à l'OGC Nice en 1937-1938, lorsqu'on lui confie le rôle d'entraîneur-joueur (cumulant les deux postes)
Il se reconvertit définitivement en entraîneur après la guerre civile, retournant alors dans son pays natal. Il prend en juin 1939 la direction de l'Aviación Nacional, club des forces armées aériennes franquistes. Quelques mois plus tard, ce club s'unit à l'Athletic Club de Madrid pour former l'Atlético Aviación, Zamora étant l'entraîneur de cette nouvelle entité. Cette nomination pourrait avoir été forcée : le dictateur Francisco Franco, qui reproche à Zamora de n'être revenu en Espagne qu'en 1938, l'aurait menacé de représailles s'il refusait de prendre la tête du club de l'armée. Les premiers matchs sont assez mitigés et Ricardo Zamora est recadré par un officier franquiste : « Ton équipe ne joue pas bien et tu le sais [...]. Zamora, arrête de vouloir plaire... un entraîneur a besoin de plus de cran, d'imposer de la discipline. ».
À la fin de la saison 1939-1940, pour la première édition du championnat national depuis la fin de la guerre civile, c'est l'Atlético Aviación de Ricardo Zamora qui est sacré. Cette même année, il remporte la Copa de Campeones, opposant le vainqueur du championnat et le vainqueur de la coupe, battant ainsi l'Espanyol de Barcelone (3-3, 7-1),.
La saison suivante, l'Atlético s'impose une nouvelle fois, devançant largement son rival, le Real Madrid. Durant cette période, il met en place une défense redoutable qui sera plus tard surnommée « Rideau de fer », en référence au rideau de fer de la guerre froide. Zamora passe plus de la moitié de la saison hors du banc, étant incarcéré trois jours à la prison de Porlier puis suspendu en raison de son exil durant la guerre civile. Selon une loi de février 1939, il n'a pas respecté une obligation de rejoindre dans les deux mois suivant son départ le territoire contrôlé par les nationalistes,. Une possible sympathie communiste basée sur une interview parue durant la guerre lui est également reprochée. Remplacé durant cette période par Ramón de la Fuente, Zamora reprend sa place sur le banc en décembre.
Lors des saisons suivantes, les performances du club sont moins bonnes, et Ricardo Zamora, dénoncé par la direction du club et par des officiers militaires de ne pas avoir été véritablement loyal à Franco et de ne pas soutenir la politique franquiste, est remercié en 1946, après avoir dirigé 219 matchs à la tête du club madrilène. Après ce renvoi, il participe à des matchs de charité pour le parti unique de Franco, sans que l'on sache s'il le faisait de son plein gré ou pas.

#### Réussite au Celta Vigo (1946-1949)
Il rejoint le Celta de Vigo en 1946, directement après avoir quitté l'Atlético Aviación. En 1948, il parvient à mener l'équipe jusqu'à la finale de la Coupe d'Espagne, ce qui représente alors le meilleur résultat du club en coupe nationale ; les joueurs de Zamora s'inclinent 4-1 contre le Séville CF. Cette même année, il s'illustre en égalant le meilleur début de championnat du club, réalisé en 1942. En outre, avec quatre victoires et deux nuls, il faut attendre 2015 pour que le Celta de Vigo réitère cette performance. Finalement, il parvient à faire terminer le club à la quatrième place finale de cette saison 1947-1948.

#### Expériences en demi-teintes en sélection nationale et à l'Espanyol de Barcelone (1949-1957)
Le 27 mai 1949, Ricardo Zamora part pour Malaga qu'il quitte en juillet 1951.
En 1952, Ricardo Zamora prend la tête de la sélection espagnole pour assurer un intérim et ne reste que sept jours à ce poste. Son passage est toutefois marqué par une victoire 6-0 de la sélection face à l'Irlande, et un match nul 0-0 contre la Turquie,.
En 1953, il est brièvement directeur technique au club de La Salle au Venezuela.
Il retourne en Espagne, au Celta de Vigo de 1953 à 1955.
Après avoir quitté Barcelone, sa ville natale, pendant 25 ans, Ricardo Zamora revient dans son club formateur, l'Espanyol de Barcelone, en tant qu'entraîneur, sauvant le club de la relégation en 1955. Il voit également son fils Ricardo Zamora de Grassa rejoindre le club cette même année, mais des tensions naissent car l'entraîneur privilégie son fils en tant que titulaire au détriment de José Vicente Train, formé au club et jugé plus prometteur. Pour mettre fin aux polémiques, les dirigeants prêtent Zamora de Grassa au Malaga CF, puis au CE Sabadell. En 1957, il mène l'Espanyol de Barcelone jusqu'à la finale de la Coupe d'Espagne, mais est battu par le FC Barcelone (1-0) au stade de Montjuïc.

#### Ultimes retours au Celta Vigo et à l'Espanyol de Barcelone (1957-1961)
Peu après cette finale, Ricardo Zamora annonce mettre un terme à sa carrière d'entraîneur et devient directeur technique, puis responsable chargé des relations publiques de l'Espanyol de Barcelone et redevient également journaliste sportif pour La Vanguardia, après l'avoir rapidement été au milieu des années 1930,.
Il est tout de même à nouveau entraîneur du Celta de Vigo pour deux mois et demi en 1960,, et de l'Espanyol de Barcelone pour tenter de sauver le club de la relégation lors de la saison 1960-1961, avec succès. Il prend à nouveau la tête de l'équipe pendant quelques matchs de la saison 1961-1962 avec Julián Arcas, mais ne peut empêcher la relégation du club en deuxième division, qui fait pleurer Ricardo Zamora. Toutefois, cette relégation ne sera qu'éphémère et l'Espanyol de Barcelone remonte dès la saison suivante en première division.
Le journal ABC explique dans les années 1960 que le poste d'entraîneur n'était pas une source d'amusement particulière pour Zamora : « Il le faisait car le football était sa vocation et qu'il connaissait le football mieux que quiconque, même s'il n'aimait pas le travail de préparation ». En tant que journaliste sportif, il publie environ 200 articles de 1963 à 1977 pour La Vanguardia.

### Fin de vie
Le 27 septembre 1967, la FIFA organise un match d'une sélection espagnole contre une sélection du reste du monde, en hommage à Ricardo Zamora ; la sélection du reste du monde s'impose 3-0, et Ricardo Zamora, est longuement applaudi sur l'estrade par les 35 000 spectateurs. Toujours chargé des relations publiques de l'Espanyol de Barcelone, il met à jour ses mémoires : « Recuerdos de mi vida: diez años defendiendo la meta española », qu'il avait commencées en 1930. Très touché au foie, Ricardo Zamora, malgré ses problèmes de santé, est nommé président d'honneur de l'Espanyol de Barcelone.
Ricardo Zamora meurt le 8 septembre 1978,. Le week-end même, tous les matchs organisés en Espagne commencent par une minute de silence. El Mundo Deportivo met la mort de Zamora en une de son édition du lendemain, mettant cette seule information sur toute la page. Une grande cérémonie a lieu près du stade de Sarrià à laquelle assistent notamment Josep Tarradellas, président de la Généralité de Catalogne de 1954 à 1980, Manuel Meler, président du RCD Espanyol de Barcelone de 1970 à 1982, de nombreux joueurs de football et des milliers d'anonymes. Son cercueil est porté jusqu'au corbillard par des joueurs de l'Espanyol de Barcelone et par l'entraîneur José Santamaría. Il est enterré au cimetière de Montjuïc.

### Vie privée

#### Mode de vie
Durant sa carrière de footballeur, Ricardo Zamora se découvre une passion pour le cognac, qui devient sa boisson préférée ; en plus de boire de l'alcool en quantité, il fume près de trois paquets de cigarettes par jour,, et un cigare occasionnellement,.
En 1920, de retour des Jeux olympiques, Ricardo Zamora achète des cigares de La Havane ; dans le train ramenant les joueurs espagnols chez eux, il cache la boîte sous son siège, ne voulant pas les déclarer à la douane, mais est pris en flagrant délit de contrebande. Le train est arrêté pendant plusieurs heures à la station de police de Feignies, près de la frontière franco-belge,. Les douaniers découvrent les cigares que Zamora voulait passer en fraude et le gardien de but passe la nuit en prison, devant également payer une amende de 500 pesetas et étant forcé de donner sa marchandise. En 1922, il ment au fisc espagnol sur le montant de son transfert à l'Espanyol de Barcelone et est suspendu un an de toute activité liée au football. Cette sanction est annulée après trois mois et Zamora peut rejouer.

#### Mariages et descendance
En 1930, il se marie avec Rosario Grassa, alors qu'il est blessé et qu'il ne peut pas jouer pour le Real Madrid. Durant cette période de convalescence, il rédige ses mémoires à l'âge de 29 ans : Recuerdos de mi vida: diez años defendiendo la meta española (en français : « Mémoires de ma vie : Défendre le but espagnol pendant dix ans »), qui paraît dans le journal ABC. Il a un fils, Ricardo Zamora de Grassa, né en 1933, qui devient également gardien de but, rencontrant toutefois moins de succès que son père.
Dans les années 1950, il divorce avec sa femme, qui vit à Madrid mais qui est délaissée par son mari, entraîneur dans différentes villes d'Espagne. Il se remarie plus tard en 1968 à Barcelone avec Pilar Galdiano Calderon, une femme qu'il a rencontrée à Barcelone, et qu'il a épousée juste après la mort de son ancienne femme.

## Style de jeu
« Grand, audacieux mais calme, une adresse et un panache légendaires. Il restera une des plus grandes figures du football mondial. »

— Gérard Ernault

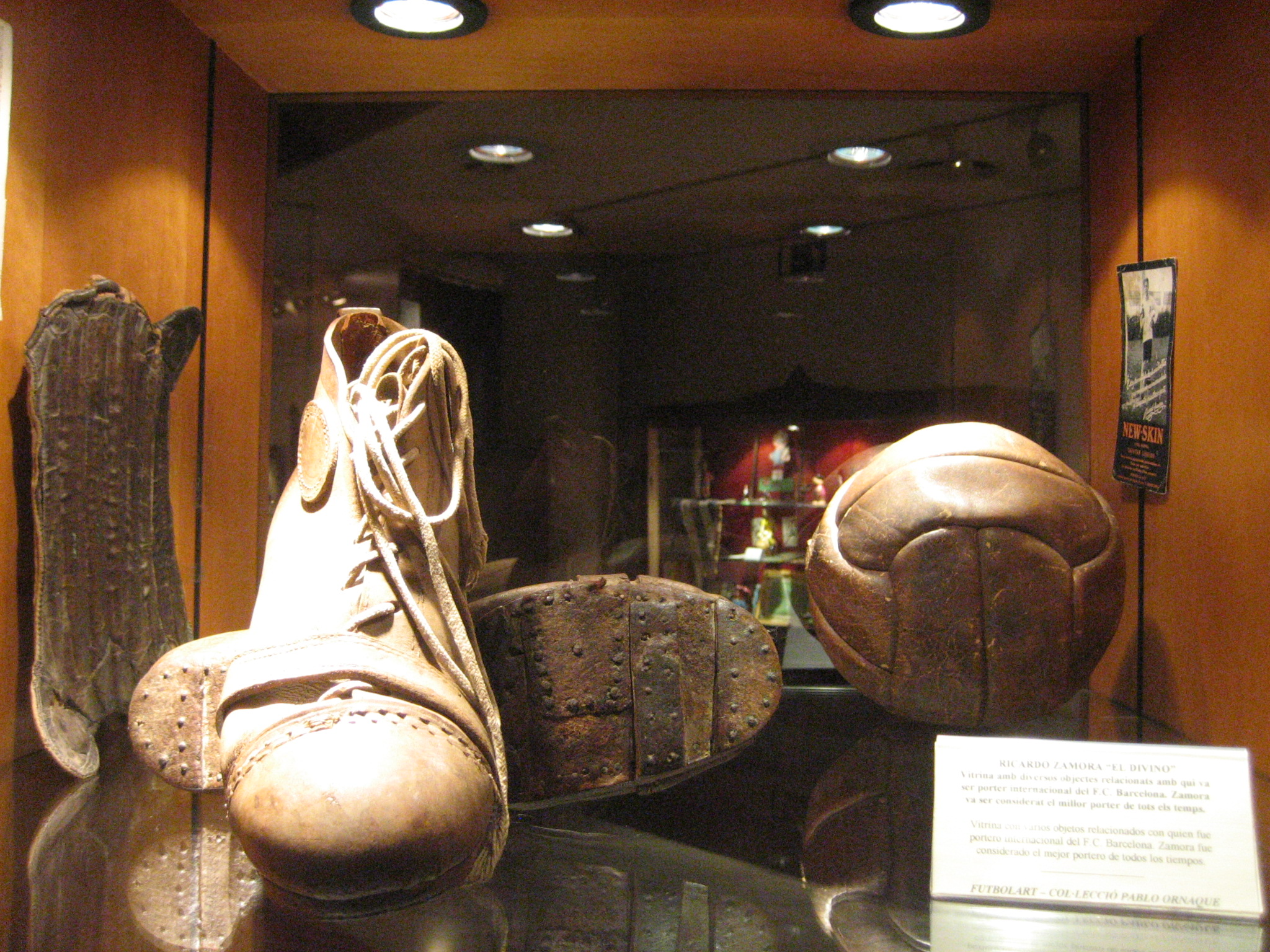
L'équipement (chaussures, protège-tibias, ballon) de Ricardo Zamora.

Zamora fut un gardien à l'agilité remarquable : il avait développé son « propre style » tant dans les cages qu'en dehors, où il se distinguait par son style vestimentaire, toujours sous sa casquette en toile et avec son pull en laine blanc à col roulé, qui est devenu indissociable avec l'image de Zamora,,. Il portait aussi des gants et des protège-tibias et avait une poupée qui faisait office de mascotte. Zamora disait que c'était pour se protéger du soleil et des coups de ses adversaires. L'écrivain anglais Jimmy Burns estime que la casquette en toile était une référence aux pionniers britanniques du football et que sa tenue avait surtout pour vocation de le faire paraître élégant sur la pelouse.
Selon une analyse largement admise et régulièrement reprise, y compris après la mort du joueur, on répète que Zamora était capable de sortir des « ballons improbables », grâce à un style acrobatique. Ses réaction rapides sont qualifiées de « légendaires », ou encore d'« incroyables réflexes » et l'on vante souvent son « sens de l'anticipation précis ». Ses « plongeons spectaculaires » font régulièrement la une des périodiques sportifs européens. En 1927, par exemple, le journal sportif français Match l'intran vante sa « souplesse féline », capable d'« interventions de grand style ». De même, il est souvent répété à propos de Zamora qu'il était « sans peur », « courageux et fort », avec « ses actions qui inspiraient la sécurité [...] ses nerfs d'acier et sa personnalité ». Son « positionnement parfait devant le but » ainsi que son « extraordinaire vision du jeu » sont également souvent mis en avant et l'on avance qu'il pouvait mener des contre-attaques depuis son but. Il est également généralement admis qu'il était très rare de voir une équipe perdre un match à cause d'une erreur individuelle de sa part, si bien qu'un dicton de l'époque disait « 1-0 et Zamora dans les cages », ce qui sous-entendait que si l'on menait 1-0 et que l'on avait Zamora dans ses buts, la victoire était assurée,,.
Son physique a très certainement eu une influence sur la qualité de ses performances avec une taille de plus de 1,80 m, des grands bras et des grandes mains. On raconte également à ce propos qu'il pouvait même attraper un ballon « d'une seule main ».

« [Ricardo Zamora] semait la panique parmi les attaquants. S'ils le regardaient, ils étaient perdus : avec Zamora dans les buts, le but semblerait plus petit, les poteaux se perdraient eux-mêmes dans la distance. Pendant vingt ans, il était le meilleur gardien au monde. »

— Extrait d'une interview d'un attaquant sud-américain concernant Ricardo Zamora.
Pendant sa carrière, Ricardo Zamora invente une technique assez spécifique qui n'a fait que peu d'émules. Elle consiste, lors d'un duel aérien contre un attaquant ennemi, à renvoyer le ballon avec l'avant-bras ou le coude, ce qui offre une certaine puissance et permet d'éviter des contacts avec ses adversaires,. Cette technique, baptisée en ce temps la « Zamorana », offre aussi un avantage psychologique certain, évitant la pression que peuvent exercer les joueurs adverses sur lui. Cette technique est aussi plus rapide que de bloquer le ballon et risquer d'être blessé après un contact trop rude avec un attaquant concurrent.
Régulièrement décrit comme « charismatique par nature »,, Ricardo Zamora est souvent l'un des leaders majeurs de son équipe, voire le capitaine comme lors de la Coupe du monde de 1934.

## Notoriété et postérité
Ricardo Zamora est souvent considéré comme le meilleur footballeur espagnol de tous les temps, parfois à égalité avec Alfredo Di Stéfano. Malgré la difficulté évidente de comparer des footballeurs de différentes époques, selon Eduardo Galeano et Mark Fried, Zamora est consensuellement considéré comme le meilleur gardien de but de tous les temps, devant Lev Yachine ou Dino Zoff, car le jeu était bien plus physique à cette époque que durant les décennies suivantes,. En 2000, l'IFFHS classe pour sa part Zamora à la cinquième place du classement des meilleurs gardiens du XXe siècle. Cette même organisation nomme Ricardo Zamora quatrième meilleur gardien européen et meilleur gardien espagnol. Il Venerdì nomme Ricardo Zamora parmi les 100 plus grands joueurs de tous les temps (100 Magnifici), sans établir aucun ordre. Dans le classement des 100 meilleurs joueurs du XXe siècle du magazine sportif brésilien Placar, Ricardo Zamora apparaît à la 82e position. Dans un classement du même type, le magazine britannique World Soccer nomme les 100 plus grands joueurs du XXe siècle, et classe Ricardo Zamora à la 79e place, où il est le deuxième meilleur joueur espagnol derrière l'Hispano-Argentin Alfredo Di Stéfano,. Le périodique sportif italien Guerin Sportivo a également réalisé un classement semblable, et place Ricardo Zamora à la 17e place des meilleurs footballeurs du XXe siècle. Jimmy Burns, écrivain anglais sur le FC Barcelone, dit de lui qu'il était le meilleur gardien du monde pendant vingt ans. Il obtient le surnom flatteur de « El Divino » (en français : « Le Divin ») à seulement 19 ans,,,.
Ricardo Zamora est certainement le premier joueur de l'histoire du football à devenir un phénomène médiatique, développant une personnalité de superstar en dehors des terrains,. En outre, il bénéficie d'une notoriété internationale dès les années 1920, malgré la très faible pénétration de la radio, la quasi-inexistence à cette époque de la télévision et la présence de médias sportifs assez limitée,,. Andrés Amorós, du journal ABC, dit de Ricardo Zamora qu'il « était le premier footballeur espagnol à avoir lancé une mode vestimentaire », en référence à son style vestimentaire sur les terrains, avec sa casquette en toile et son pull blanc à col roulé. Son ami Josep Samitier et lui représentent la modernisation et la professionnalisation du football en Espagne, devenant des stars à l'aura internationale et aux revenus considérables, transformant le football en un sport professionnel en Espagne,. Il devient la fierté de la nation espagnole.
Ricardo Zamora prête son image pour des publicités et devient porte-parole et ambassadeur de plusieurs sociétés,. La popularité de Zamora est encouragée par le président de l'Espanyol de Barcelone, Genaro de la Riva i Ruiz, qui lui achète des vêtements d'un certain rang et lui fournit notamment une voiture de sport avec laquelle Zamora roule dans Barcelone,. Sa renommée dépasse largement les frontières de l'Espagne, s'étendant en Europe occidentale, centrale, ainsi qu'en Amérique du Sud, où sa simple arrivée dans ces régions engendre des déplacements de foules de milliers de personnes,. Il est tellement connu que lorsque Staline apprend que Niceto Alcalá-Zamora est nommé à la tête de la République espagnole, il se serait questionné en se trompant de personne : « Zamora... Zamora... le joueur de football ? »,,. Jacinto Quincoces, coéquipier de Zamora au Real Madrid et en sélection nationale, parle de lui au journal Epoca en 1978 comme étant « plus célèbre et plus beau que Greta Garbo », actrice suédoise emblématique des années 1920 et 1930,,.
Le premier film auquel Zamora participe est « ¡Por fin se casa Zamora! » (en français : « Enfin Zamora se marie ! »), ce qui montre aussi sa popularité chez les femmes,. Ce film muet, sorti en 1926, rejoint le style du vaudeville : l'oncle de Ricardo Zamora veut lui faire épouser une femme qu'il ne connaît que par les descriptions de son oncle et par une photo ; Ricardo Zamora, qui joue son propre rôle, refuse d'abord mais tombe progressivement amoureux. Ce film est considéré comme l'un des principaux films espagnols des années 1920. Avec plusieurs autres célébrités du football espagnol, il participe au film «¡¡Campeones!!» (« Champions !! » en français), sorti en 1943,, où il joue le rôle de l'entraîneur de l'équipe. En 1954, il participe également au film Once pares de botas (en français : « Onze paires de bottes ! »). Dans une autre forme d'art, les poètes espagnols Fernando Villalón et Pedro Montón Puerto écrivent quelques vers sur Zamora ; l'une des phrases du poème de Villalón est devenue assez célèbre et a été traduite dans plusieurs langues : « Il existe deux gardiens : Saint-Pierre dans le ciel, et Ricardo Zamora sur terre. »,. Le recueil de poèmes Laur Olimpijski du poète polonais Kazimierz Wierzyński reçoit la médaille d'or en littérature lyrique des Jeux olympiques d'Amsterdam de 1928 et l'un de ces poèmes est consacré à Ricardo Zamora.

« Beau garçon, les cheveux soigneusement gominés, très photogénique, [Ricardo Zamora] était un professionnel dont les exhibitions individuelles étaient rétribuées à prix d'or, et qui écumait les rues de Barcelone au volant d'un puissant cabriolet [...]. »

— Paul Dietschy, Histoire du football, 2014

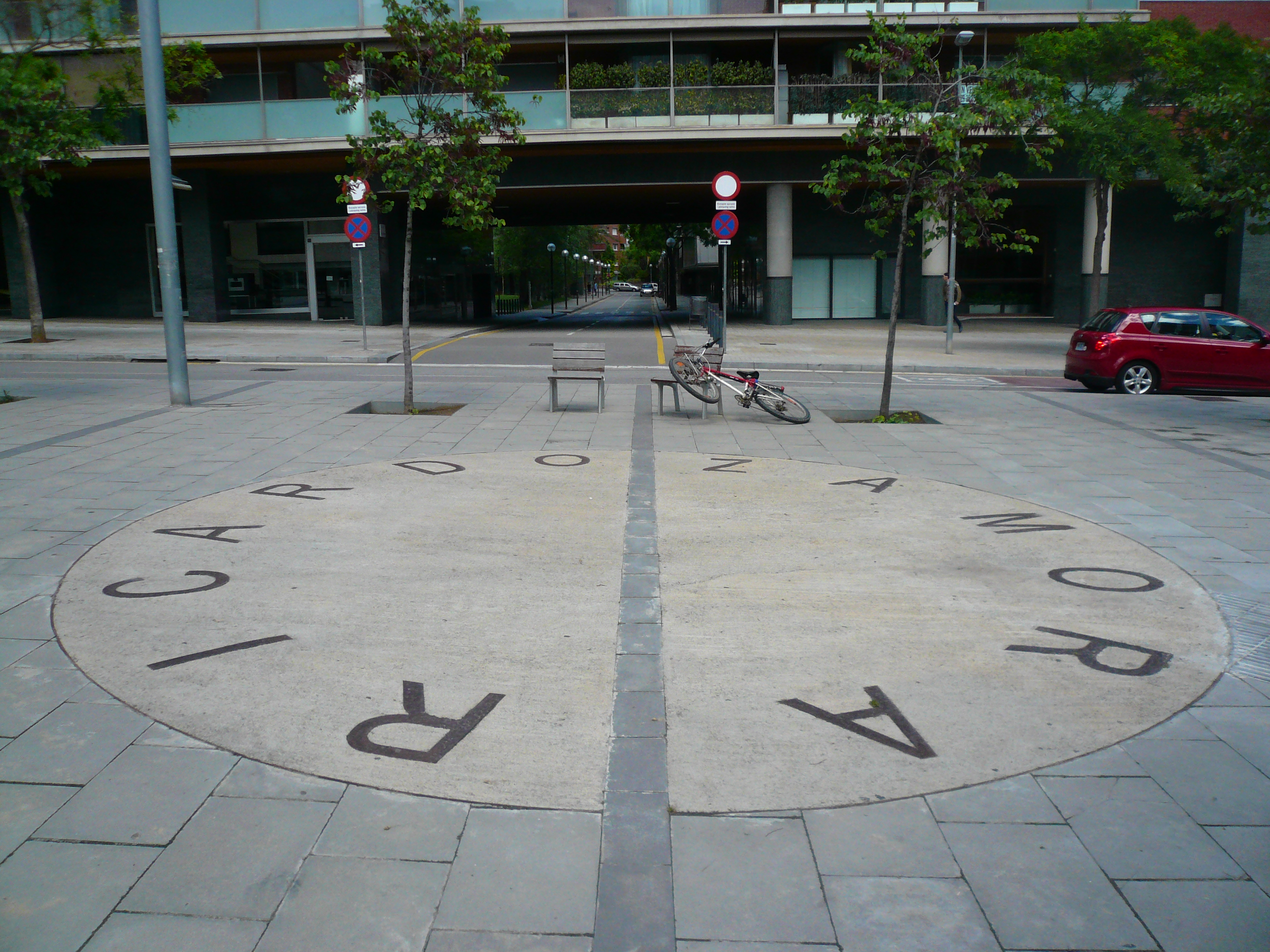
La place Ricardo-Zamora dans le quartier de Sarrià.

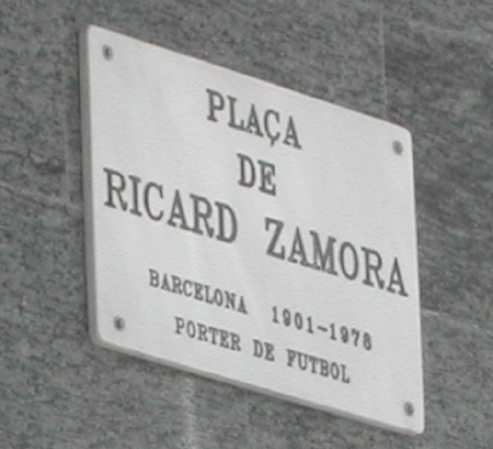
Panneau de la place Ricardo-Zamora (Ricard Zamora en catalan).

Zamora donne son nom au trophée annuel du meilleur gardien de Primera Division,, et ce, alors qu'il est toujours vivant. C'est le journal Marca qui crée cette récompense en 1958.
Le 27 septembre 1967 au stade Santiago-Bernabéu à Madrid, la FIFA organise un match pour célébrer le 65e anniversaire de Ricardo Zamora, entre l'Espagne et une équipe du reste du monde composée des meilleurs joueurs de l'époque, comme Sandro Mazzola ou Eusébio, devant 35 000 spectateurs.
Le 10 juillet 2003, la municipalité de Barcelone donne le nom de Ricardo Zamora à l'une des places du quartier de Sarrià, près de l'ancien Estadi de Sarrià, ancienne enceinte de l'Espanyol de Barcelone.
En 2009, l'équipementier sportif HO Soccer, dévoile une nouvelle tenue de gardien de but, nommée « Zamora », en son hommage.
Dans la semaine du 22 avril 2016, cent ans après la première apparition officielle de Ricardo Zamora, l'Espanyol de Barcelone et leur équipementier Joma inaugurent une nouvelle tenue pour le gardien de but, faisant référence à la tenue qu'arborait Ricardo Zamora pour son premier match, et organisent également une exposition en son honneur,.
En 1934, il reçoit la médaille de l'ordre de la République espagnole, de la part du président Niceto Alcalá-Zamora, lors d'une cérémonie au stade de Chamartín,,. Dans les années 1950, Francisco Franco lui remet la grand-croix de l'ordre de Cisneros, pour son engagement dans le match de l'Espagne nationaliste contre la Real Sociedad à la fin de la guerre d'Espagne,. Après sa mort, il reçoit la médaille d'or de l'ordre royal du Mérite sportif espagnol. Ayant reçu les honneurs de la Seconde République espagnole puis de l'Espagne franquiste, les opinions politiques réelles de Ricardo Zamora sont toujours inconnues.

## Palmarès et statistiques

### Joueur
Ricardo Zamora est lauréat à titre rétrospectif de trois Trophées Zamora, qui récompensent le meilleur gardien du championnat d'Espagne, à l'occasion des éditions de 1929 avec l'Espanyol de Barcelone et de 1932 et 1933 avec le Madrid FC.
Durant sa carrière en club, Zamora remporte la Coupe d'Espagne avec chacun de ses clubs : deux fois avec le FC Barcelone en 1920 et 1922, une fois avec l'Espanyol de Barcelone en 1929, et deux fois avec le Madrid FC en 1934 et 1936,. Il remporte également cinq titres de champion de Catalogne : deux avec l'Español en 1918 et en 1929, et trois avec le FC Barcelone en 1920, 1921 et 1922,,. Avec le Madrid FC, il remporte à deux reprises le nouveau championnat d'Espagne, en 1932 et 1933,. Lors des trois saisons suivantes, il est sacré vice-champion national.
En équipe d'Espagne, où il est sélectionné 46 fois, il remporte notamment la médaille d'argent aux Jeux olympiques d'Anvers. Sa meilleure performance en Coupe du monde est un quart de finale disputé en 1934. Avec la sélection régionale catalane, il remporte à trois reprises la Coupe du Prince des Asturies, en 1922, 1924 et 1926.

### Sélections en équipe d'Espagne
Ricardo Zamora est sélectionné à quarante-six reprises en équipe d'Espagne entre 1920 et 1936, n'ayant encaissé que 42 buts. Ricardo Zamora dispute 36 matchs amicaux et 10 matchs officiels. Ricardo Zamora dispute à deux reprises les Jeux olympiques : en 1920 à Anvers, où il décroche la médaille d'argent, et en 1924 à Paris, où il termine 17e. Il ne participe pas aux Jeux suivants, réservés uniquement aux amateurs. Il participe également à la Coupe du monde, en 1934 en Italie, atteignant les quarts de finale. Son bilan en équipe d'Espagne se solde par 31 victoires, sept matchs nuls et huit défaites. En plus de ses 46 matchs, le 8 décembre 1938, il dispute également un match avec une sélection officieuse de joueurs franquistes, dans un contexte de guerre civile, et est opposé à la Real Sociedad,.
| Sélection | Compétition                             | Date               | Lieu                                     | Adversaire           | Score  |
| --------- | --------------------------------------- | ------------------ | ---------------------------------------- | -------------------- | ------ |
| 1         | JO Anvers 1920                          | 28 août 1920       | Stade du Parc Duden, Forest              | Danemark             | 0 - 1  |
| 2         | JO Anvers 1920                          | 29 août 1920       | Stade olympique, Anvers                  | Belgique             | 3 - 1  |
| 3         | JO Anvers 1920                          | 1er septembre 1920 | Stadion Broodstraat, Anvers              | Suède                | 2 - 1  |
| 4         | JO Anvers 1920                          | 2 septembre 1920   | Stade olympique, Anvers                  | Italie               | 0 - 2  |
| 5         | JO Anvers 1920                          | 5 septembre 1920   | Stade olympique, Anvers                  | Pays-Bas             | 1 - 3  |
| 6         | Match amical                            | 9 octobre 1921     | Stade San Mamés, Bilbao                  | Belgique             | 2 - 0  |
| 7         | Match amical                            | 18 décembre 1921   | Campo de O'Donnell, Madrid               | Portugal             | 3 - 1  |
| 8         | Match amical                            | 30 avril 1922      | Stade Sainte-Germaine, Bordeaux          | France               | 0 - 4  |
| 9         | Match amical                            | 17 décembre 1922   | Estádio do Lumiar, Lisbonne              | Portugal             | 1 - 2  |
| 10        | Match amical                            | 28 janvier 1923    | Stade d'Atocha, Saint-Sébastien          | France               | 3 - 0  |
| 11        | Match amical                            | 4 février 1923     | Stade olympique, Anvers                  | Belgique             | 1 - 0  |
| 12        | Match amical                            | 16 décembre 1923   | Avenida de la Reina Victoria, Séville    | Portugal             | 3 - 0  |
| 13        | Match amical                            | 9 mars 1924        | Campo di Viale Lombardia, Milan          | Italie               | 0 - 0  |
| 14        | JO Paris 1924                           | 25 mai 1924        | Stade olympique Yves-du-Manoir, Colombes | Italie               | 1 - 0  |
| 15        | Match amical                            | 21 décembre 1924   | Stade des Corts, Barcelone               | Autriche             | 2 - 1  |
| 16        | Match amical                            | 17 mai 1925        | Estádio do Lumiar, Lisbonne              | Portugal             | 0 - 2  |
| 17        | Match amical                            | 1er juin 1925      | Stade du Neufeld, Berne                  | Suisse               | 0 - 3  |
| 18        | Match amical                            | 14 juin 1925       | Stade de Mestalla, Valence               | Italie               | 1 - 0  |
| 19        | Match amical                            | 27 septembre 1925  | Stade Hohe-Warte, Vienne                 | Autriche             | 0 - 1  |
| 20        | Match amical                            | 4 octobre 1925     | Stade Üllői úti, Budapest                | Hongrie              | 0 - 1  |
| 21        | Match amical                            | 19 décembre 1926   | Estadio Coya, Vigo                       | Hongrie              | 4 - 2  |
| 22        | Match amical                            | 17 avril 1927      | Stade El Sardinero, Santander            | Suisse               | 1 - 0  |
| 23        | Match amical                            | 22 mai 1927        | Stade olympique Yves-du-Manoir, Colombes | France               | 1 - 4  |
| 24        | Match amical                            | 29 mai 1927        | Stadio Littoriale, Bologne               | Italie               | 2 - 0  |
| 25        | Match amical                            | 8 janvier 1928     | Estádio do Lumiar, Lisbonne              | Portugal             | 2 - 2  |
| 26        | Match amical                            | 22 avril 1928      | Stade El Molinón, Gijón                  | Italie               | 1 - 1  |
| 27        | Match amical                            | 17 mars 1929       | Estadio de la Exposición, Séville        | Portugal             | 5 - 0  |
| 28        | Match amical                            | 14 avril 1929      | Stade de Torrero, Saragosse              | France               | 8 - 1  |
| 29        | Match amical                            | 15 mai 1929        | Stadium Metropolitano, Madrid            | Angleterre           | 4 - 3  |
| 30        | Match amical                            | 1er janvier 1930   | Stade des Corts, Barcelone               | Tchécoslovaquie      | 1 - 0  |
| 31        | Match amical                            | 14 juin 1930       | Stadion Letná, Prague                    | Tchécoslovaquie      | 2 - 0  |
| 32        | Match amical                            | 22 juin 1930       | Stadio Littoriale, Bologne               | Italie               | 2 - 3  |
| 33        | Match amical                            | 19 avril 1931      | Stade San Mamés, Bilbao                  | Italie               | 0 - 0  |
| 34        | Match amical                            | 26 avril 1931      | Stade de Montjuïc, Barcelone             | État libre d'Irlande | 1 - 1  |
| 35        | Match amical                            | 9 décembre 1931    | Highbury Stadium, Londres                | Angleterre           | 7 - 1  |
| 36        | Match amical                            | 24 avril 1932      | Stade Carlos-Tartiere, Oviedo            | Yougoslavie          | 2 - 1  |
| 37        | Match amical                            | 2 avril 1933       | Stade de Balaídos, Vigo                  | Portugal             | 3 - 0  |
| 38        | Match amical                            | 23 avril 1933      | Stade olympique Yves-du-Manoir, Colombes | France               | 1 - 0  |
| 39        | Match amical                            | 30 avril 1933      | Stadion Jugoslavija, Belgrade            | Yougoslavie          | 1 - 1  |
| 40        | Match amical                            | 21 mai 1933        | Stade de Chamartín, Madrid               | Bulgarie             | 13 - 0 |
| 41        | Tours préliminaires Coupe du monde 1934 | 11 mars 1934       | Stade de Chamartín, Madrid               | Portugal             | 9 - 0  |
| 42        | Tours préliminaires Coupe du monde 1934 | 18 mars 1934       | Estádio do Lumiar, Lisbonne              | Portugal             | 1 - 2  |
| 43        | Coupe du monde 1934                     | 27 mai 1934        | Stade Luigi-Ferraris, Gênes              | Brésil               | 3 - 1  |
| 44        | Coupe du monde 1934                     | 31 mai 1934        | Stade Giovanni Berta, Florence           | Italie               | 1 - 1  |
| 45        | Match amical                            | 24 janvier 1935    | Stade de Chamartín, Madrid               | France               | 2 - 0  |
| 46        | Match amical                            | 23 février 1936    | Stade de Montjuïc, Barcelone             | Allemagne            | 1 - 2  |

Légende
- Coupe du monde
- Qualifications à la Coupe du monde
- Jeux olympiques
- Victoire
- Nul
- Défaite

### Entraîneur
En tant qu'entraîneur de l'Atlético Aviación, Zamora remporte le championnat d'Espagne à deux reprises, en 1940 et 1941. En 1940, il remporte la Copa de Campeones, opposant le vainqueur du championnat et le vainqueur de la coupe. Il termine également vice-champion en 1944 et deux autres fois troisième. Par la suite, il est deux fois finaliste de la Coupe d'Espagne avec le Celta de Vigo en 1948, et avec l'Espanyol de Barcelone en 1957, mais ne remporte jamais le trophée,.